# George Dollond
George Dollond (* 25. Januar 1774 in London; † 13. Mai 1852 ebenda) war ein britischer Optiker und Fernrohr-Konstrukteur aus der durch John Dollond (1706–1761), seinem Großonkel, begründeten Optikerdynastie.
Er baute  astronomische Fernrohre und entwickelte verschiedene Präzisionsinstrumente auch für die Geodäsie und die Navigation. 1821 konstruierte er ein Mikrometer auf Basis natürlicher Kristalle, und um 1830 gemeinsam mit Peter Barlow ein afokales System zur Verlängerung der Brennweite von Fernrohren, die sog. Barlowlinse.
Den größten Teil seines Lebens arbeitete er in dem Familienunternehmen für Instrumentenbau, das sein Onkel Peter Dollond und dessen Vater John Dollond aufgebaut hatten. Die Firmenleitung übernahm er 1819, als sich sein Onkel vom Geschäft zurückzog.
Die Firma Dollond war in den Jahrzehnten nach 1760 weltweit führend in der Produktion von Achromaten, die durch ihre Farbreinheit den Fernrohrbau revolutionierten.